# Islas de Chile

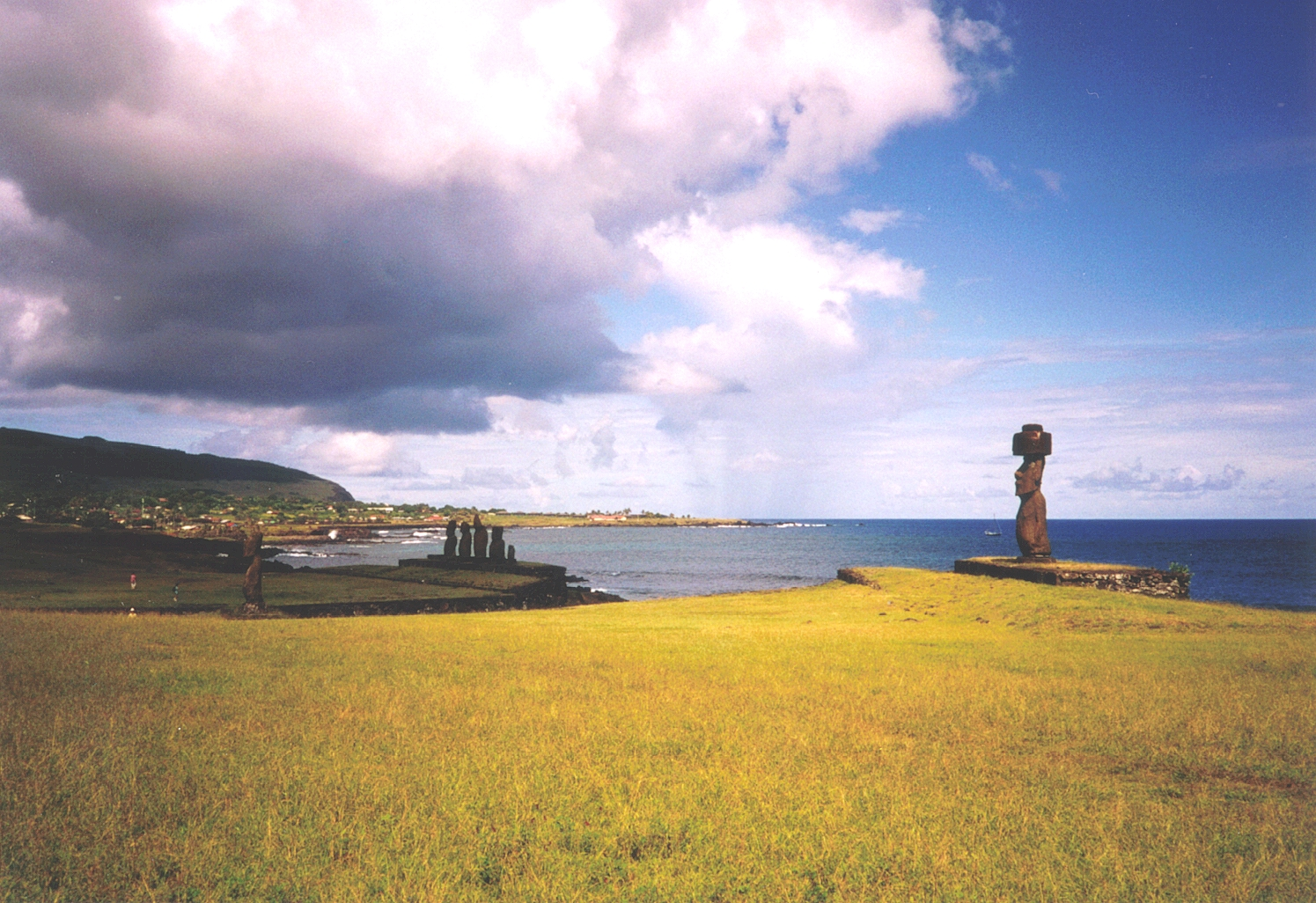
Vista de un moai en la Isla de Pascua, a más de 3600 kilómetros de distancia de la costa sudamericana.

Las islas de Chile son una de las principales características de la geografía de dicho país. Sin contar el reclamado Territorio Chileno Antártico, Chile cuenta con   43471 islas, la mayoría ubicadas en la región de Magallanes y en la región de Aysén del General Carlos Ibáñez del Campo, en la Patagonia chilena. totalizando 105 561 km², equivalentes al 13,94 % de la superficie total.
Sin embargo, todas las islas poseen características completamente distintas. Algunas están completamente deshabitadas y otras han sido núcleo de culturas particulares, otras están en medio del océano Pacífico y otras en el extremo austral.

## Zonas insulares
De acuerdo al Instituto Geográfico Militar chileno las islas se categorizan de acuerdo a su emplazamiento dentro del litoral chileno, subdividiendo al país en cinco sectores. El primer sector corresponde a la zona norte y centro-sur del país (entre los paralelos 18°15' y 41°45'), donde la costa es relativamente continua y no presenta grandes islas, destacando únicamente algunos islotes en la IV Región de Coquimbo y las islas Quiriquina, Santa María y Mocha en la VIII Región del Biobío. En total, entre la frontera norte y el canal de Chacao, existen 134 islas e islotes que no superan los 150 km² de superficie.
El segundo sector comprender las denominadas Islas Esporádicas o Chile insular, un conjunto de seis islas ubicadas a cientos de kilómetros del continente sudamericano en medio del océano Pacífico. Entre estas islas, las únicas habitadas son las del archipiélago Juan Fernández e isla de Pascua (también conocida como Rapa Nui), perteneciente a la Polinesia.
Hacia el sur, el hundimiento progresivo de la depresión Intermedia, la cordillera de la Costa y la cordillera de los Andes en las aguas patagónicas provocan el desmembramiento de la costa, aumentando considerablemente el número de islas. Al sur del canal de Chacao se ubica el archipiélago de Chiloé con una superficie de 9181 km² donde destaca la Isla Grande de Chiloé, la segunda más grande de todo el territorio chileno.
En la XI Región de Aisén del General Carlos Ibáñez del Campo se produce el desmembramiento de la cordillera de la Costa hasta la península de Taitao, formando islas de tamaño importante como Isla Magdalena y el llamado Archipiélago de las Guaitecas. Al sur de Taitao, desaparecen las islas dando paso al llamado golfo de Penas, pero luego reaparecen las islas debido al ingreso de los fiordos a través de las montañas andinas. En la zona oriental de la XII Región de Magallanes y la Antártica Chilena destaca la gran isla Wellington y las islas Santa Inés y Desolación.
Las llanuras patagónicas en esta región son atravesadas por el estrecho de Magallanes que permiten la separación de la isla Riesco y la Isla Grande de Tierra del Fuego, que con sus 47 992 km² es la más extensa de toda América del Sur y la 31.º del mundo. La isla es compartida con Argentina, ocupando algo más de 30 000 km² del área total, lo que la convierte en la isla más grande del país. La zona sur de Tierra del Fuego y gran parte del archipiélago al sur del canal Beagle sigue siendo formada por los Andes, que dan origen a la isla Hoste y la isla Navarino, entre otras islas. En la zona destacan además las islas Picton, Lennox y Nueva que fueron el foco de un conflicto limítrofe con Argentina que estuvo a punto de convertirse en guerra durante 1978, y las islas Wollaston donde destaca la isla de Hornos, cuyo extremo austral forma el cabo de Hornos. Al sur del cabo se ubican las islas Diego Ramírez, el punto más austral del Chile continental.